# Scullyara
× Scullyara, (abreviado Scu) en el comercio, es un híbrido intergenérico entre los géneros de orquídeas Cattleya × Epidendrum × Schomburgkia. Fue publicado en Orchids: Sci. Stud.: 541 (1974).